# 狡噛慎也
狡噛 慎也（こうがみ しんや）は、日本のオリジナルテレビアニメ「PSYCHO-PASS サイコパス」の主人公の男性。元厚生省公安局刑事課一係所属の執行官。
2120年時点で外務省海外調整局行動課特別捜査官である。

2084年8月16日生、血液型B型、身長180cm。